# Soloveckij rajon
Il Soloveckij rajon (denominazione ufficiale in russo  Соловецкий район?) è un distretto dell'oblast' di Arcangelo, in Russia. Il distretto prende il nome dal suo centro amministrativo, il villaggio di Soloveckij. All'interno dei confini del distretto, la formazione municipale dell'insediamento rurale di Soloveckij opera come parte del distretto municipale di Primorskij.